# La Biche
La Biche est un îlet inhabité situé dans le Grand Cul-de-sac marin, appartenant administrativement à Sainte-Rose en Guadeloupe. 
Il fait partie du parc national de la Guadeloupe. Selon la plus haute autorité internationale en matière de délimitation des mers, l'Organisation hydrographique internationale (OHI), dans sa publication de renommée mondiale, Limites des océans et des mers, 3e édition de 1953 il fait donc partie de la mer des Caraïbes comme l'ensemble de la Guadeloupe.
Immergé en grande partie, il reste sur l'îlet un baraquement en tôles.
En 2017, La Biche a accueilli la Biennale de la Biche, la plus petite biennale d'art au monde.